# Martial Asselin
Pour les articles homonymes, voir Asselin.
Martial Asselin, né le 3 février 1924 à La Malbaie et mort le 25 janvier 2013 à Québec, est un avocat et homme politique québécois. Il est lieutenant-gouverneur du Québec de 1990 à 1996.

## Biographie
Il a été maire de La Malbaie de 1957 à 1963 ainsi que député du Parti conservateur de Charlevoix à la Chambre des communes (1958-1962 et 1965-1972).
Il a été Ministre des Terres et Forêts (mars 1963 - avril 1963) dans le cabinet de John Diefenbaker. Il est défait en 1963, mais réélu de 1965 et 1968. Il est nommé au Sénat en 1972 du Parti conservateur de la division de Stadacona.
Le premier ministre Joe Clark le nomme Ministre d'État responsable de l'Agence canadienne de développement international (ACDI) et de la francophonie en 1979 mais siège du Sénat.
En 1990, il est nommé par Brian Mulroney lieutenant-gouverneur du Québec, poste qu'il occupe jusqu'en 1996. Il est l'un des trois seuls Canadiens à pouvoir utiliser le titre de « Très honorable » par nomination, c’est-à-dire sans avoir été premier ministre, juge en chef du Canada ou gouverneur général du Canada.

## Distinctions
- 1996 - Officier de la Légion d'honneur de France
- 1996 - Officier de l'Ordre du Canada

## Héraldique
Martial Asselin s'est vu concéder des armoiries le 8 septembre 1992 par l'Héraut d'armes du Canada.
| Liberté et justice |
| ------------------ |

| L'écu de Martial Asselin se blasonne ainsi : D'azur à un chevron d'argent coticé d'or accompagné en chef de deux étoiles et en pointe d'une fleur de lis aussi d'or |